# جائزة بريطانيا الكبرى للدراجات النارية 2007
جائزة بريطانيا الكبرى للدراجات النارية 2007 هو سباق دراجات نارية أقيم بتاريخ 24 يونيو 2007 في دونينجتون بارك. كان الجولة الثامنة من أصل 18 في سباق الجائزة الكبرى للدراجات النارية موسم 2007. فاز الأسترالي كيسي ستونر بفئة الموتو جي بي بينما جاء الأمريكي كولين إدواردز في المركز الثاني وحصل على المركز الثالث الأسترالي كريس فيرمولين.

## وصلات خارجية
- الموقع الرسمي